# Metro al secondo quadrato
Il metro al secondo quadrato (m/s2, o equivalentemente m s−2 oppure m/s/s) è l'unità di misura dell'accelerazione nel sistema internazionale. Si tratta sia della misura dell'accelerazione media, sia dell'accelerazione istantanea.
È un'unità derivata, definita dal rapporto fra la variazione di velocità espressa in metri al secondo e il tempo espresso in secondi. Indica i m/s di cui la velocità di un corpo aumenta ogni secondo: ad esempio se un corpo inizialmente fermo ha un'accelerazione di 1 m/s², vuol dire che al termine del primo secondo avrà una velocità di 1 m/s, al secondo secondo avrà una velocità di 2 m/s, al terzo una di 3 m/s e così via.

## Conversioni
1 metro al secondo quadrato è equivalente a:
- 12 960 chilometri orari quadrati, infatti:

{\displaystyle 1\ {\frac {m}{s^{2}}}={\frac {1\ {\frac {m}{s}}}{s}}={\frac {3,6\ {\frac {km}{h}}}{{\frac {1}{3\ 600}}h}}=3,6\ {\frac {km}{h}}\times {\frac {3\ 600}{1h}}=12\ 960\ {\frac {km}{h^{2}}}}
- 3,28084 piedi al secondo quadrato, infatti:

{\displaystyle 1\ {\frac {m}{s^{2}}}={\frac {1\ {\frac {m}{s}}}{s}}={\frac {3,28084\ {\frac {ft}{s}}}{s}}=3,28084\ {\frac {ft}{s^{2}}}}
- 8 052,9696 miglia orarie quadrate, infatti:

{\displaystyle 1\ {\frac {m}{s^{2}}}={\frac {1\ {\frac {m}{s}}}{s}}={\frac {2,236936\ mph}{{\frac {1}{3\ 600}}h}}=2,236936\ mph\times {\frac {3\ 600}{1\ h}}=8\ 052,9696\ mph^{2}}
- 0,101 971 621 297 792 824 257 009 274 318 96 forze g, infatti:

{\displaystyle {\frac {1\ {\frac {m}{s^{2}}}}{9,80665\ {\frac {m}{s^{2}}}}}\approx 0,101\,971\,621\,297\,792\,824\,257\,009\,274\,318\,96}